# Louis Antoine de Bougainville

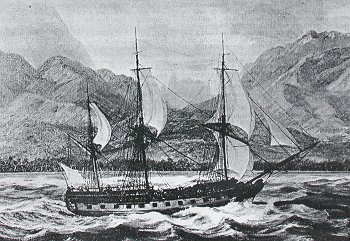
Fregata Bougainville’a „La Boudeuse”

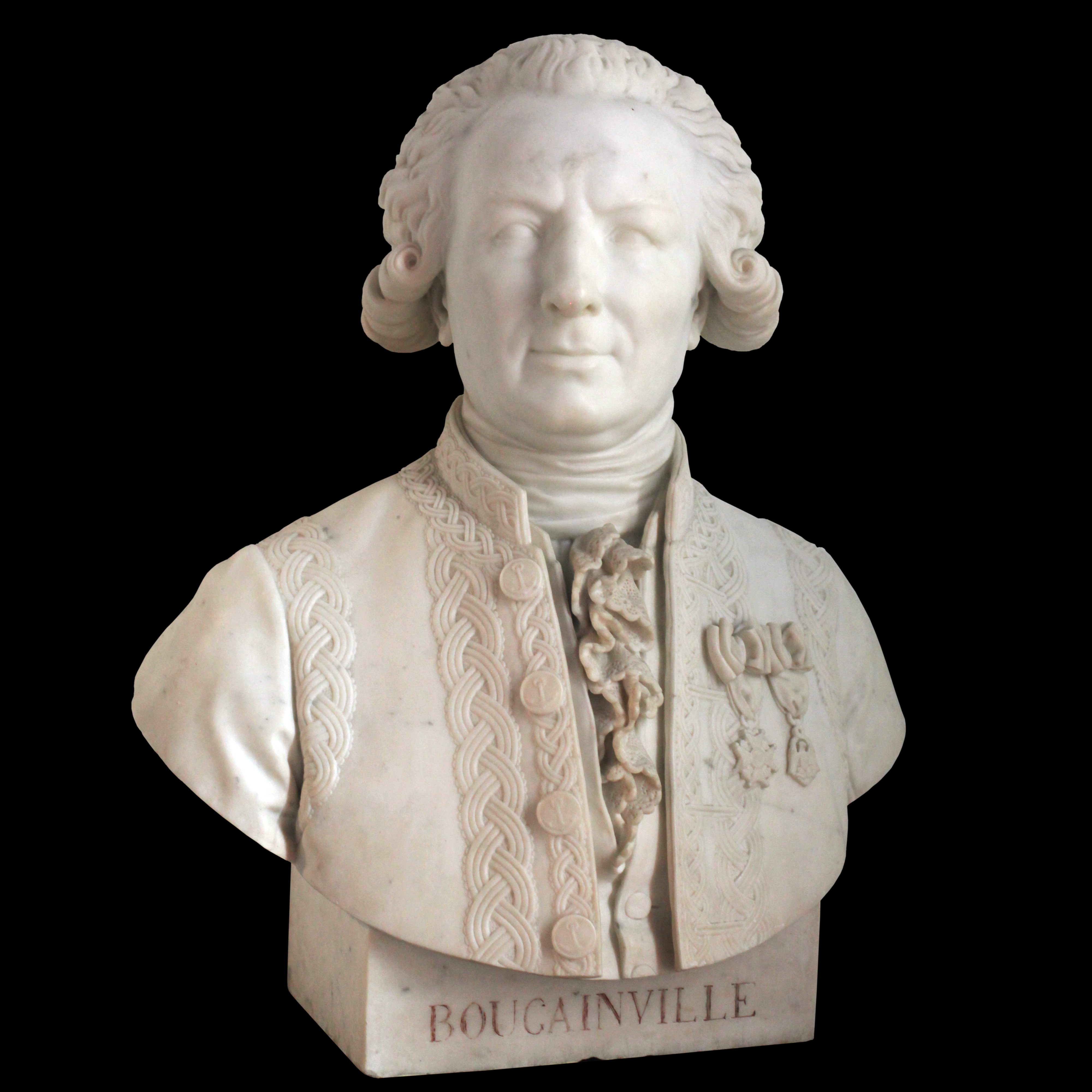
Popiersie Louisa Antoine’a de Bougainville’a

Louis Antoine de Bougainville (ur. 11 listopada 1729 w Paryżu, zm. 31 sierpnia 1811 w Paryżu) – francuski żeglarz, badacz Oceanii.
Zdobył wykształcenie prawnicze, interesował się również matematyką. Rozpoczął karierę wojskową, jako oficer wziął udział w wojnie siedmioletniej w Kanadzie i w Niemczech. W 1762 wstąpił do marynarki, rok później wysłany został z misją założenia kolonii na Falklandach.

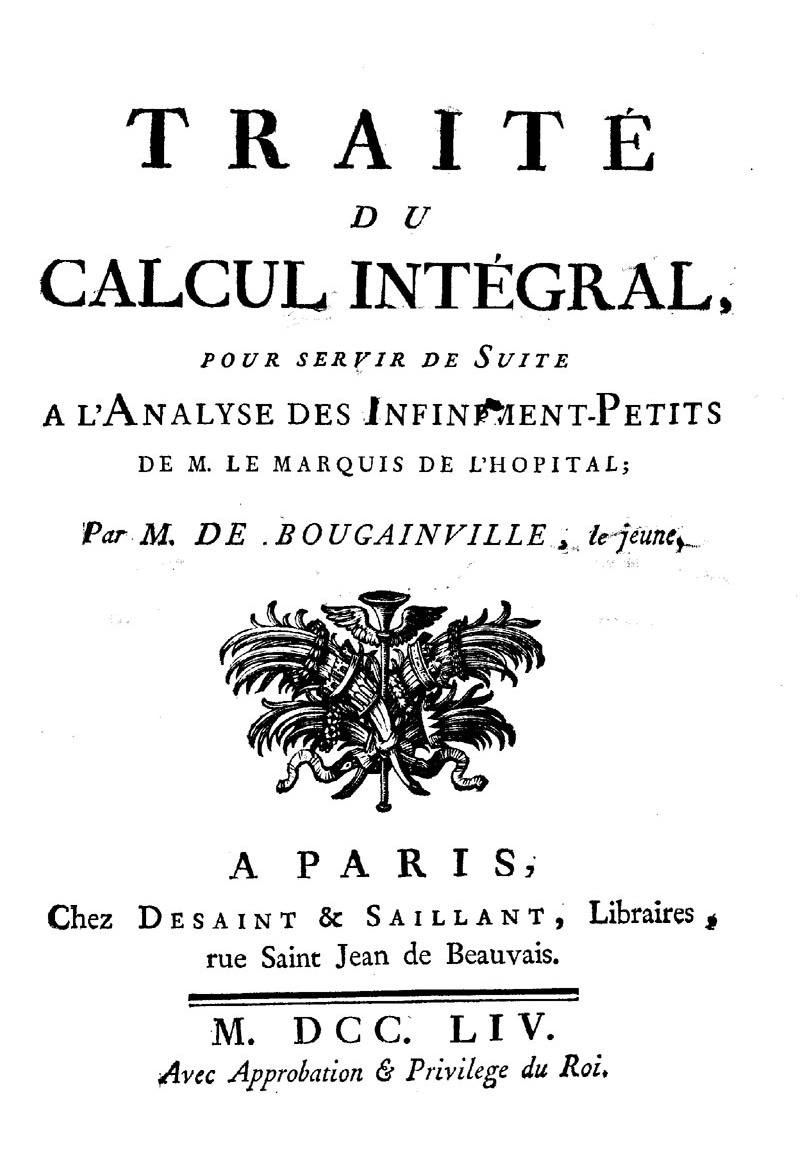
Traité du calcul intégral, 1754

W latach 1766–1769 odbył morską wyprawę dookoła świata, podjętą w celu znalezienia nowych terenów do kolonizacji po utracie Kanady przez Francję (1763). Dwa statki pod jego dowództwem: La Boudeuse i L’Étoile wypłynęły z Saint-Malo udając się ku brzegom Ameryki Południowej. Po pokonaniu Cieśniny Magellana i wypłynięciu na Ocean Spokojny, próbował bezskutecznie dotrzeć do Wyspy Wielkanocnej. Podczas dalszej żeglugi odkrył kilka wysp w archipelagu Tuamotu, następnie dotarł do odkrytego przed paroma miesiącami Tahiti. W ciągu dalszej podróży na zachód osiągnął Samoa i Nowe Hebrydy, czyniąc tam drobne, aczkolwiek istotne odkrycia geograficzne.
Dotarł do Wysp Salomona, odkrytych w połowie XVI w. (Álvaro de Mendaña de Neyra), od tego czasu nieodwiedzanych przez żeglarzy, i Luizjadów – niewielkiego archipelagu u północno-wschodnich wybrzeży Nowej Gwinei. Trasa powrotna wiodła przez Archipelag Malajski, Mauritius i wokół Przylądka Dobrej Nadziei. Była to niewątpliwie jedna z najważniejszych wypraw XVIII wieku, poznano dokładniej geografię Oceanii, dzięki obecności naukowców zgromadzono cenne zbiory przyrodniczo-etnograficzne. W latach 1771–1772 ukazała się jego relacja o wyprawie pt. Voyage autour du monde par la frégate de roi La Boudeuse et la flute L'Étoile (polskie wyd. Podróż Bougainville’a dookoła świata, 1962).
W 1772 Bougainville został mianowany sekretarzem Ludwika XV, w czasie amerykańskiej wojny o niepodległość dowodził francuską eskadrą pomocniczą, w 1780 mianowany marszałkiem polnym.
Jego imieniem nazwano: największą wyspę w archipelagu Wysp Salomona (Wyspa Bougainville’a), cieśninę w archipelagu Nowe Hebrydy (Cieśnina Bougainville’a), rów oceaniczny (Rów Bougainville’a) w dnie Morza Salomona i roślinę (bugenwilla).